# Hikkal, Tumkur
Hikkal là một làng thuộc tehsil Tumkur, huyện Tumkur, bang Karnataka, Ấn Độ.